# Micropsectra utonaitertia
Micropsectra utonaitertia е насекомо от разред Двукрили (Diptera), семейство Хирономидни (Chironomidae).